# Tara (település)
Tara (oroszul: Тара) város Oroszország ázsiai részén, Nyugat-Szibériában. Harmincezer főnél kisebb lélekszáma ellenére a Magyarországnál másfélszer nagyobb Omszki terület második legnagyobb városa, a Tarai járás székhelye.
Népessége: 27 318 fő (a 2010. évi népszámláláskor).

## Elhelyezkedése
Az Omszki terület északi felén, az Irtis bal partján, Omszk területi székhelytől autóúton 302 km-re északra,  de a kanyargós folyón mérve kb. 400 km-re helyezkedik el. A Nyugat-szibériai-alföldön fekszik abban a sávban, ahol az erdős sztyeppet észak felé fokozatosan felváltja a tajga. A legközelebbi vasútállomás 285 km-re van, a Tyumeny–Omszk vasútvonalon. 

## Története
A város elődjét a Tara (az Irtis mellékfolyója) torkolata közelében cári parancsra Andrej Jeleckij herceg alapította 1594-ben. Az általa építtetett faerőd a szibériai orosz birtokokat védte Kucsum tatár kán csapatainak támadásaitól. 
Omszk és más délebbi orosz városok megalapítása után Tara elvesztette katonai jelentőségét, de a Tobolszk és Tomszk közötti úton feküdt és a Közép-Ázsiával folytatott cserekereskedelem egyik központja volt. A települést többször is tűz pusztította, és az 1669-es tűzvész után költöztették át mai helyére. (De lehet, hogy már eredetileg is a mostani helyen, az Arkarka mellékfolyó torkolatában épült.) Az 1709. évi tűzvészben 603 fából készült lakóháza és néhány igazgatási épülete égett le. 
1782-ben a Tobolszki kormányzóság járási jogú (ujezd) városa lett. A közeli Jekatyerinyinszkben az 1860-as években épült fel a kincstár nagy szeszfőzdéje, ahol főleg száműzöttek dolgoztak. 
A 19. század elején a nagy szibériai postaút jóval délebbre helyeződött át, majd a század végén épült vasútvonal is messze elkerülte, ami visszavetette Tara fejlődését. A század végén a város mintegy ezer házból állt, köztük húsz téglaépülete, hat ortodox temploma, mecsete, kereskedői udvara volt, kórháza, néhány iskolája, bőr- és üvegfúvó üzeme, szeszfőzdéje  működött.

## Népessége
| Év   | Lakosság |
| ---- | -------- |
| 1897 | 7 223    |
| 1926 | 10 345   |
| 1939 | 15 372   |
| 1959 | 22 646   |
| 1970 | 22 358   |
| 1979 | 23 248   |
| 1989 | 26 152   |
| 2002 | 26 888   |
| 2010 | 27 318   |

## 21. század
Napjainkban Tara az Omszki terület északi felének egyik központja. 

### Közlekedés

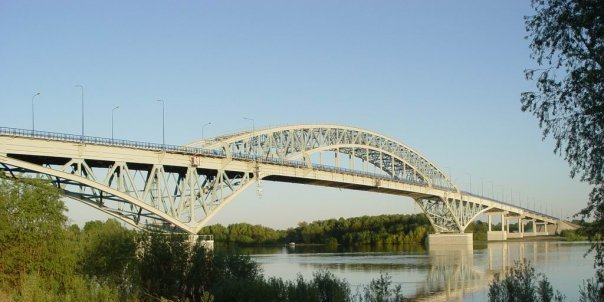
Az Irtisen átívelő Szamszonov híd (2011)

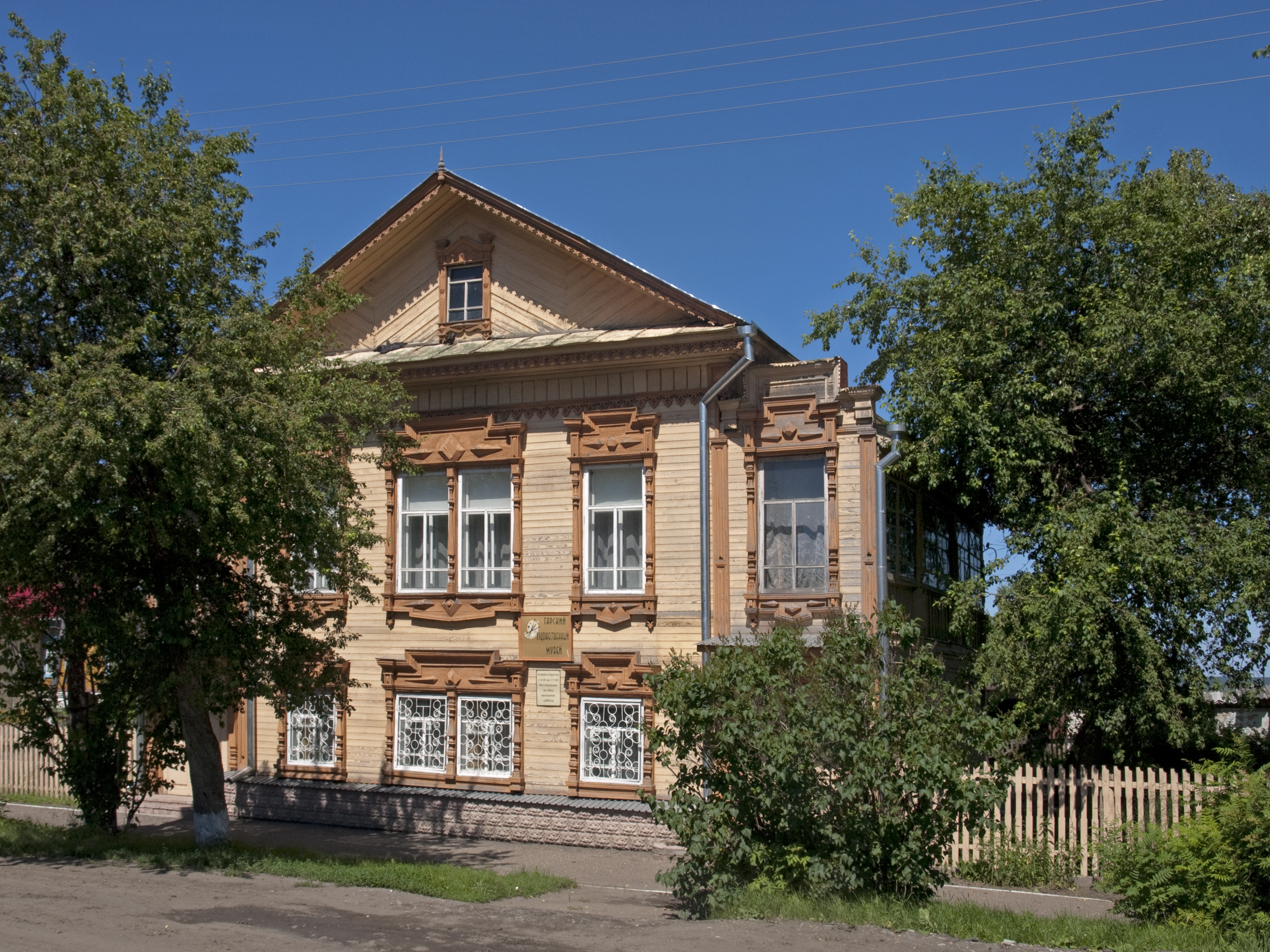
Az egykori Homjakov kereskedőcsalád háza (2011)

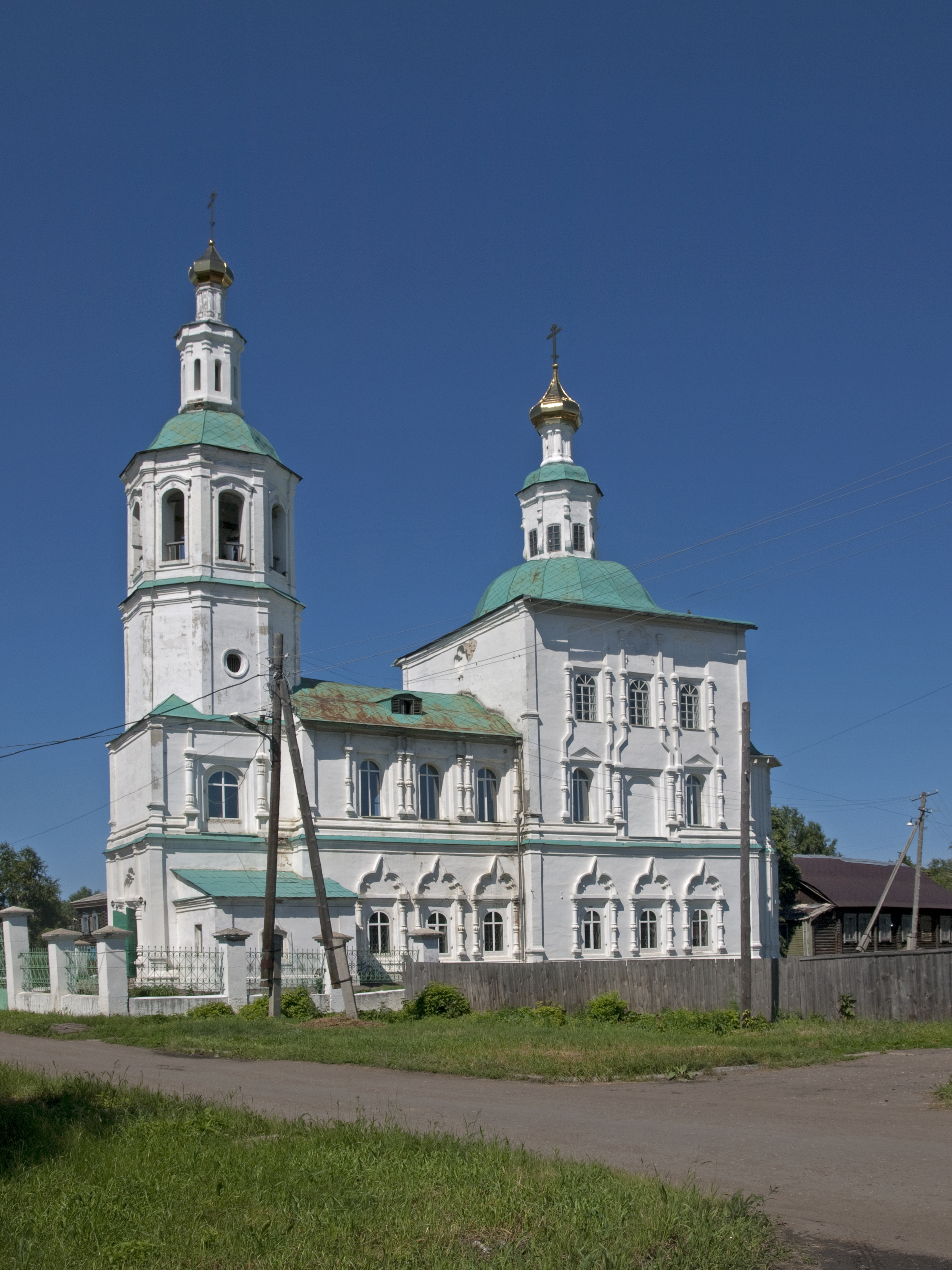
A Szpasszkij-székesegyház (1753–1776) 2011-ben

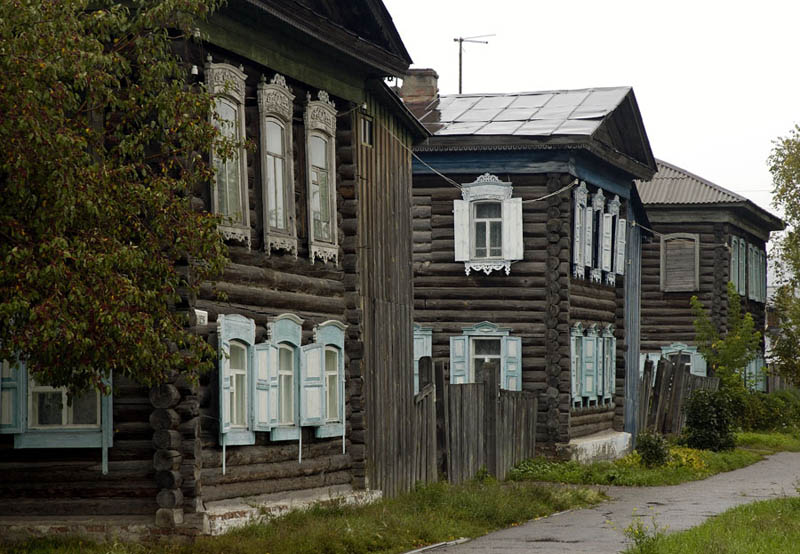
Emeletes faházak a városban

A várost menetrendszerű buszjárat köti össze a területi székhellyel. 2021 őszére az Omszkból Tarába vezető 300 km-es országút felét korszerűsítették, új aszfaltbeton burkolattal látták el és a következő évre a munka folytatását tervezték.
Tara központjától kb. 10 km-re északra közúti híd vezet át az Irtisen. A túlparti faluról elnevezett Szamszonov híd az Omszki terület nehezen megközelíthető falvait és az Irtis-melléki járásokat köti össze egymással. A 706,5 m-es 2x1 sávos hidat 1996-ban kezdték építeni és hivatalosan 2004. július 31-én adták át a forgalomnak. Korábban kompátkelő volt a helyén.
Régóta napirenden van a hídon is átvezető Tobolszk–Tara–Tomszk főút (1200 km) teljes kiépítése. Az új közlekedési-szállítási folyosó élénkítően hatna nem csak a város, hanem az egész elhanyagolt északi régió (Tyumenyi-, Omszki-, Tomszki-, Novoszibirszki terület északi járásai) fejlődésére. 2021 tavaszán bejelentették, hogy az építkezést 2025 után kezdik meg.

### Gázellátás
Tara gázellátása – a környező járásközpontokéval együtt – 2019-2020-ra ellehetetlenült, mert a tevrizi gázkondenzát-mező készletei, ahonnan korábban a gázellátást biztosították, kimerültek. A három járási székhely fűtőközpontjait tűzifa- vagy széntüzelésre, a társasházakat pedig elektromos fűtésre kellett átállítani. 2021-ben elkezdődött a Tarába máshonnan vezető gázvezeték tervezése.

### Kultúra
A város egyetlen régről fennmaradt ortodox temploma a Szpasszkij- (Megváltó-) székesegyház, a szibériai barokk építészet képviselője. Az Omszki terület (egyik) legrégebbi fennmaradt épülete, országos jelentőségű műemlék. A templomot tobolszki építészek emelték 1753 és 1776 között. (Valószínű, hogy a földszinti épületrészt korábban befejezték és ott már már 1760-ban tartottak istentiszteletet; a harangtorony építését és belső munkákat 1776-ban fejezhették be.) A szovjet korszakban sokáig a múzeum használta a templomépületet, 1990-ben visszaadták az egyháznak. 2015-től restaurálták, de helyi vélemények szerint eredeti formáját megváltoztatták, oda nem illő elemekkel bővítették, nem végeztek előzetes régészeti feltárást.
Tara egyik legrégebbi utcája a Nyikolszkaja (később Szovjetszkaja) nevet kapta az elején található Nyikolszkij-templomról, melyet 1771–1774 között emeltek és 1938-ban bontottak le. Az utca mentén vezetett egykor a szibériai postaútvonal (Сибирский тракт) és a nagy teaút. Itt még láthatók a 19. század közepe és a 20. század eleje között épült díszes kereskedőházak. A városkép meghatározói az 1917 előtti és a szovjet korszakból származó kétszintes faházak, amelyekből több mint száz van a városban (a 21. század elején).
A kisváros nevezetes kulturális létesítménye a „Szevernij” Mihail Uljanov Színház. A szovjet korszak ismert színész-filmrendezője, Mihail Uljanov a közelben született és a városban töltötte gyerekkorát. Külön emlékmúzeuma is van a városban. A színházat 2002-ben alapították, de épületét csak 2006-ban nyitották meg. A régi moziépületet építették át színházzá, melynek különlegessége, hogy forgószínpada is van.
A Tarai Történelmi és Helytörténeti Múzeumot is egy régi kereskedői kúria épületében helyezték el. Eredetileg egy 1932-ben rendezett időszaki kiállításból hozták létre. 1953-ban bezárták, gyűjteményének nagy része eltűnt vagy tönkrement. Az 1970-es években újra megszervezett múzeumot a székesegyház épületében rendezték be és onnan 1992-ben költöztették végleges helyére.Földszintjén a látogatókat a régió élővilágát bemutató kiállítás fogadja. Az ásványgyűjtemény része egy lombik is, melyben a krapivinszki olajmező nyugati részén először feltört olajból vett minta látható. Az emeleti kiállítás a járás történelmét, lakóinak hétköznapi életmódját eleveníti fel.